# Goszcza (jezioro)
Goszcza – jezioro polodowcowe w Polsce, położone w województwie lubuskim, w powiecie świebodzińskim, w gminie Lubrza. Jezioro znajduje się na obszarze polodowcowej rynny jordanowsko-niesulickiej. Powierzchnia zwierciadła wody jeziora według różnych źródeł wynosi od 48 do 55 ha. Średnia głębokość zbiornika wodnego to 7,7 m, a maksymalna – 20,2 m. Jezioro znajduje się na obszarze chronionego krajobrazu o nazwie „Rynna Paklicy i Ołoboku”.

## Położenie
Jezioro znajduje się w środkowej części Pojezierza Łagowskiego, będącego jednym z mezoregionów Pojezierza Lubuskiego, na terenie powiatu świebodzińskiego we wschodnim odgałęzieniu niesulicko-jordanowskiej rynny polodowcowej. Akwen jest jednym z kilku położonych w rynnie, stanowiących pozostałość po wypełniającym tę rynnę zbiorniku kopalnym, powstałym po ustąpieniu ostatniego lądolodu. Według regionalizacji przyrodniczo-leśnej jezioro znajduje się w mezoregionie Pojezierza Łagowskiego. Nad północnym, wschodnim i zachodnim brzegiem jeziora znajdują się zabudowania miejscowości Lubrza i Nowa Wioska.
Przez jezioro przepływa Kanał Niesulicki odwadniający dno rynny polodowcowej. Odpływ wód z jeziora odbywa się w kierunku północnym. W zależności od cytowanego źródła ciek odprowadzający wody nazywany jest rzeką Rakownik, rzeką Paklicą lub Kanałem Niesulickim. Zbiornik zasilany jest zarówno wodami podziemnymi, jak i spływem powierzchniowym ze zlewni. Goszcza jest jeziorem przepływowym, wymiana jego wód w ciągu roku sięga 220%. Według Mapy Podziału Hydrograficznego Polski leży na terenie zlewni siódmego poziomu Zlewnia jez. Goszcza. Identyfikator MPHP to 1878813.

## Hydronimia
Jezioro pojawia się w źródłach w 1791 roku jako: Gast See, a następnie Gastsee (1802), Gase See (1802) i ponownie Gast See (1809, 1817, 1907, 1938). Obecna nazwa Goszcza została wprowadzona urzędowo 17 września 1949 roku.

## Morfometria
Według danych Instytutu Rybactwa Śródlądowego powierzchnia zwierciadła wody jeziora wynosi 48 ha, natomiast A. Choiński, poprzez planimetrowanie na mapach 1:50 000, określił wielkość jeziora na 55 ha. Jeziorna jednolita część wód powierzchniowych ma powierzchnię 52 ha.
Średnia głębokość zbiornika wodnego to 7,7 m, a maksymalna – 20,2 m. Objętość jeziora wynosi 3692 tys. m³. Maksymalna długość jeziora to 1140 m, a szerokość 650 m. Długość linii brzegowej wynosi 2950 m.
Według Atlasu jezior Polski (red. J. Jańczak, 1997) lustro wody znajduje się na wysokości 71 m n.p.m., natomiast według numerycznego modelu terenu udostępnionego przez Geoportal lustro wody znajduje się na wysokości 70,2 m n.p.m. Zlewnia bezpośrednia jeziora wynosi 62,7 km².

## Zagospodarowanie
W systemie gospodarki wodnej jezioro tworzy jednolitą część wód o kodzie PLLW10373. Administratorem wód jeziora jest Regionalny Zarząd Gospodarki Wodnej w Poznaniu. Utworzył on obwód rybacki, który obejmuje wody rzeki Paklica oraz m.in. jeziora Paklicko Wielkie, Goszcza, Lubrza i Lubie (obwód rybacki jeziora Paklicko Wielkie na rzece Paklica – Nr 2). Gospodarkę rybacką prowadzi na jeziorze Polski Związek Wędkarski Okręg w Zielonej Górze. Ze względu na typologię rybacką jest to jezioro typu leszczowego z cechami typu sielawowego. W jeziorze żyją lin, szczupak, sandacz, węgorz, karaś, leszcz, ukleja, krąp, karp, sum, płoć, okoń, wzdręga. Jezioro spełnia funkcje turystyczno-rekreacyjne oraz jest wykorzystywane do celów wędkarskich i rybackich. Na początku XXI w. odłów z hektara wód wynosił średnio 30 kg. Migracja ryb z jezior położonych poniżej Goszczy jest niemożliwa z powodu istniejącej śluzy wodnej zlokalizowanej kilkaset metrów na północ od jeziora. Przy śluzie nie ma przepławki dla ryb, a śluza spiętrza wody jeziora o około 2 metry.
Nad brzegami jeziora nie ma kąpieliska wyznaczonego zgodnie z zasadami dyrektywy kąpieliskowej. Mimo to wykorzystywane są trzy tzw. dzikie plaże. Pierwsza zlokalizowana jest w centralnej części wsi Lubrza, znajduje się tam pomost, plac zabaw dla dzieci, boisko do siatkówki plażowej oraz stoły piknikowe. Na południowym brzegu znajduje się dzika plaża w Nowej Wiosce, natomiast na północnym krańcu jeziora – pomost oraz plaża nieistniejącego już ośrodka Uniwersytetu Zielonogórskiego. Wokół jeziora wytyczony został Pieszo-Rowerowy Szlak Nenufarów, którym opiekują się władze gminy.

## Przyroda
Brzegi północno-zachodnie, zachodnie, południowe oraz południowo-wschodnie są bardzo strome, natomiast brzegi wschodnie jeziora są płaskie, a miejscami podmokłe. Najbardziej stromy brzeg występuje od strony południowo-zachodniej, różnica wysokości między lustrem wody a szczytami okolicznych wzgórz w tym miejscu dochodzi do 32 m. Od strony naturalnego dopływu i odpływu z jeziora pobrzeże jest bagniste. Dopływ jeziora utworzył na jego dnie znaczny stożek napływowy. Stromy zachodni brzeg porośnięty jest drzewostanem dębowym, bukowym, brzozowym i grabowym. Wschodni łagodny brzeg porastają lasy składające się głównie z olchy.
Roślinność wodna skupiona jest głównie nad podmokłym wschodnim brzegiem; pas roślinności sięga tam około 80 metrów w głąb jeziora. Słabiej porośnięte są wysokie brzegi zachodnie, północne i południowe. Z roślin wynurzonych najpowszechniejsze są trzcina pospolita, pałka wąskolistna, tatarak zwyczajny. Wśród roślinności zanurzonej przeważają rdestnice, ramienice, mchy wodne, wywłóczniki, spotkać można również moczarkę kanadyjską.
Według wiosennych badań z początku XXI w. spośród organizmów planktonowych 78% stanowił fitoplankton, a w tej grupie dominowały okrzemki (93%), zwłaszcza Synedra acus oraz Asterionella formosa. Pozostałe 8% stanowiły sinice i zielenice. Wiosenne badania wykazały znaczny udział zooplanktonu, liczne były pierwotniaki, rzadziej reprezentowane były wrotki, widłonogi oraz wioślarki. Latem udział fitoplanktonu wzrósł do 89%, a w jego strukturze dominująca grupą okazały się sinice Achroonema angustatum, Aphanizomenon spp., Oscillatoria spp. i Anabaena spp. W mniejszych zagęszczeniach występowały bruzdnice, okrzemki i zielenice. Struktura organizmów planktonowych oraz jej zmiany w okresie wiosennym i letnim, a zwłaszcza wysoki udział sinic świadczy o wysokiej trofii jeziora.

## Czystość wód i ochrona środowiska

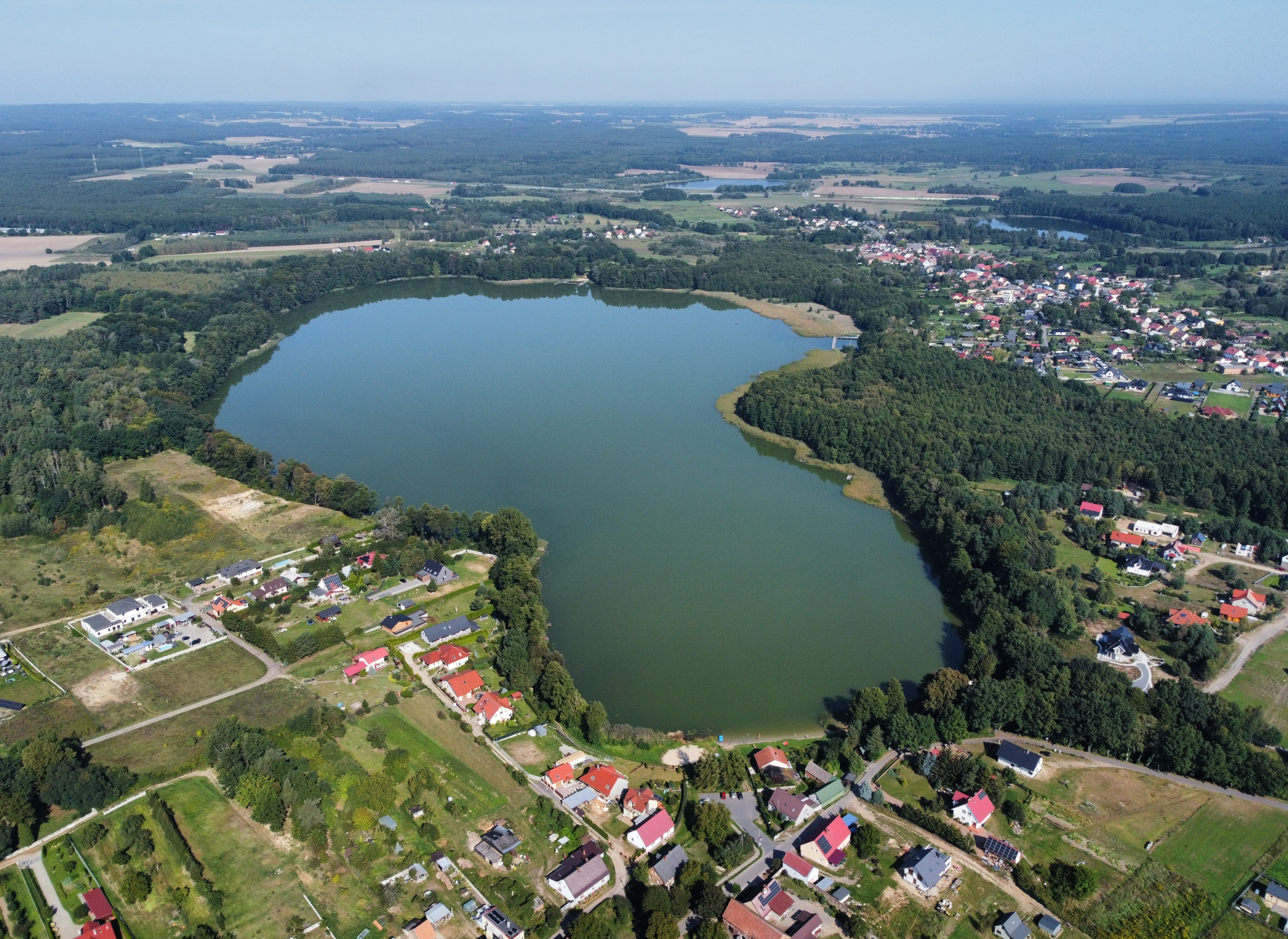
Jezioro Goszcza widziane z powietrza od strony Nowej Wioski. W dali od wschodu widoczne zabudowania wsi Lubrza.

Jezioro Goszcza było badane przez Wojewódzki Inspektorat Ochrony Środowiska w Zielonej Górze w latach 1998 oraz 2003. W obydwu przypadkach zostało zakwalifikowane do III klasy czystości wód. O tak słabej ocenie wód zdecydował całkowity brak tlenu w warstwie hypolimnionu w okresie letnim, wysokie stężenie związków organicznych (BZT5), wysokie stężenie fosforanów i fosforu całkowitego. Dodatkowo w jeziorze występują bardzo wysokie stężenia chlorofilu „a” oraz bardzo wysokie stężenie substancji mineralnych wyrażonych wskaźnikiem przewodnictwa elektrolitycznego. Ścieki z miejscowości położonych nad brzegami jeziora są odprowadzane są do oczyszczalni ścieków w Lubrzy. W badaniach bakteriologicznych stan sanitarny jeziora w okresie letnim został określony na II klasę czystości, a w okresie wiosennym na I klasę czystości. Przeźroczystość wód w badaniu z 1998 roku wynosiła od 2,3 do 2,5 m, natomiast w badaniach z 2003 roku spadła i osiągnęła średnią wartość 1,3 m. Według badań główną przyczyną utrzymującej się niskiej jakości wód jeziora Goszcza są zdeponowane w jego osadach dennych nadmierne ładunki zanieczyszczeń o charakterze organicznym.
Jezioro Goszcza w wyniku badań z 2003 roku zostało zakwalifikowane jako niezbyt odporne na degradujące wpływy zewnętrzne, w związku z czym zostało zaliczone do II kategorii podatności na degradację. Oznacza to, że jest to jezioro o średnich warunkach naturalnych. Z jednej strony ma dość dobre warunki morfometryczne zabezpieczające jezioro przed degradującym wpływem zanieczyszczeń antropogennych, w szczególności jezioro ma dość dużą głębokością średnią. Jednak z drugiej strony nieduża objętość epilimnionu nie sprzyja „rozcieńczeniu” zanieczyszczeń, a bardzo wysoki procent wymiany wód w ciągu roku niekorzystnie wpływa na jakość wód jeziora.
Jezioro znajduje się na obszarze chronionego krajobrazu o nazwie Rynna Paklicy i Ołoboku. Głównym założeniem ochronnym tej strefy jest ochrona naturalnego korytarza ekologicznego wzdłuż wspomnianej rynny polodowcowej.

## Legenda
Jezioro występuje w legendzie, która jest opowiadana corocznie podczas Nocy Nenufarów. Legenda opisuje historię słowiańskiej córki rybaka o imieniu Lubrzana. Główna bohaterka legendy została uwięziona w kwiecie masowo występującego w wodach jeziora Goszcza grzybienia białego, zwyczajowo nazywanego nenufarem.